# Tyra
Tyra (německy Tyrra) je část města Třince, jde o třinecký obvod č. 12. Nachází se zde pramen pitné vody „Bolibřuška“, márnice (hřbitovní kaple) z roku 1925 (renovovaná v letech 1959–1960 a 2017) a chráněný strom Lípa v Tyře.
Tyrou protéká říčka Tyrka (někdy označovaná Tyra).

## Historie
První zmínka o Tyře pochází z roku 1577, ale teprve v 17. století se vydělila z Oldřichovic jako samostatná vesnice. V roce 1860 byla v Tyře postavena první škola a založen hřbitov. Podle rakouského sčítání lidu z roku 1910 měla Tyra 510 obyvatel, z toho 502 obyvatel s trvalým pobytem, 473 (94,2 %) Poláků, 27 (5,4 %) Němců a 2 (0,4 %) Češi; 39 (7,6 %) katolíků, 465 (91,2 %) evangelíků a 6 židů. V roce 1939 měla obec Tyra 449 obyvatel, k slezské národnosti se tehdy přihlásilo 415, k polské 21 a k německé 13 obyvatel. Původně samostatná obec Tyra byla k městu Třinec připojena v roce 1980.

### Významní rodáci
- Karel Walach (1934–1990), laický činovník evangelické církve
- Adam Wawrosz (1913–1971), polský básník, spisovatel a národní aktivista prožil v obci dětství